# Feldmoching-Hasenbergl

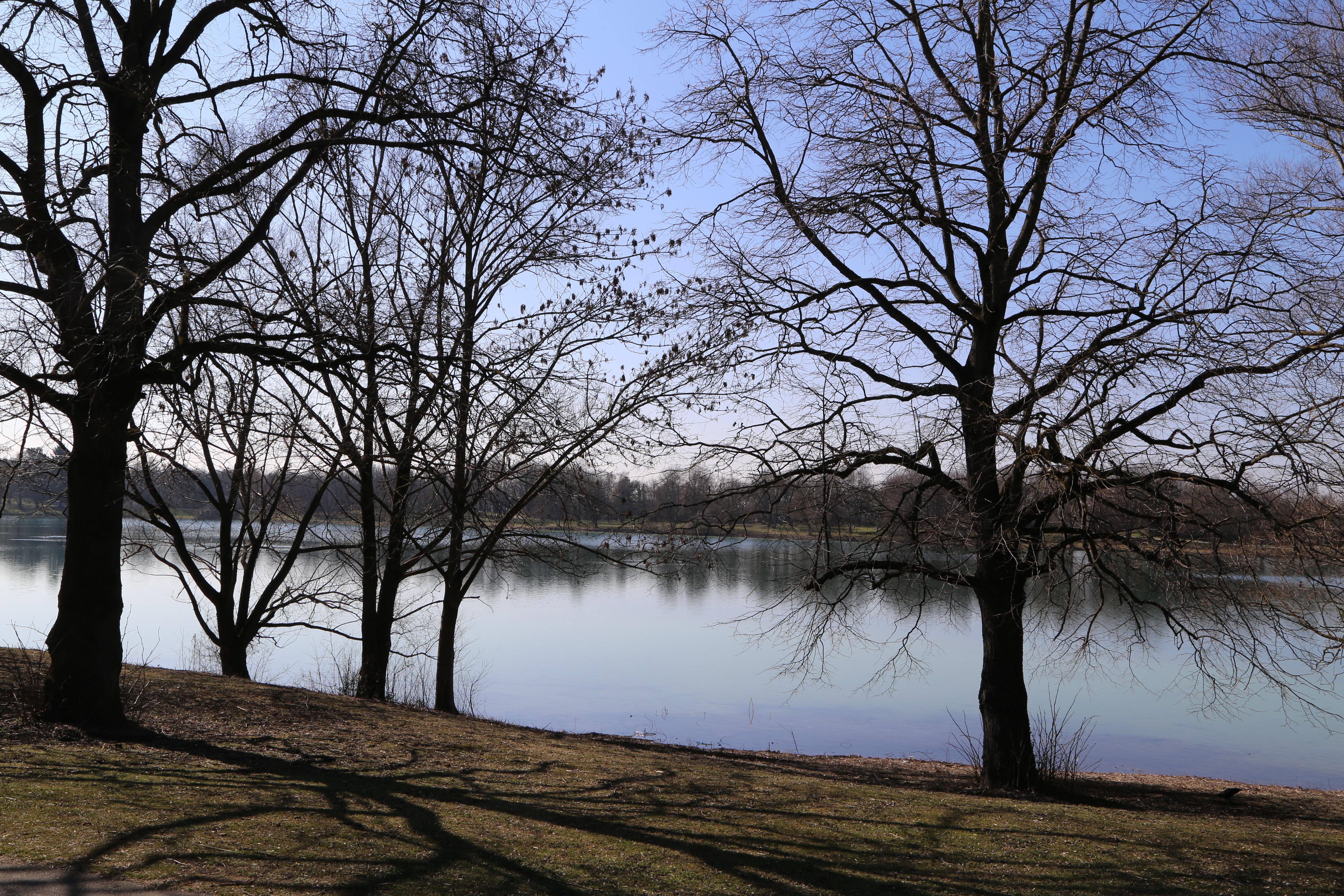
Fasaneriesee

Feldmoching-Hasenbergl è uno dei distretti in cui è suddivisa la città di Monaco di Baviera, in Germania. Viene identificato col numero 24.

## Geografia fisica
Il distretto si trova nella parte nord della città.

### Suddivisione
Il distretto è suddiviso amministrativamente in 4 quartieri (Bezirksteile):
1. Feldmoching
2. Hasenbergl-Lerchenau Ost
3. Ludwigsfeld
4. Lerchenau West